# Eesti Kirjanike Liit
Eesti Kirjanike Liit (sigle EKL, en français : Union des écrivains estoniens), est une association professionnelle des écrivains et critiques littéraires estoniens.

## Histoire
L'Union des écrivains estoniens (estonien : Eesti Kirjanike Liit) est fondée le 8 octobre 1922 lors du 3e congrès des écrivains estoniens à Tallinn. Le siège officiel de l’association est à Tallinn puis en 1927 à Tartu.
Pendant l’occupation soviétique de l’Estonie, le 19 octobre 1940 l'Union des écrivains estoniens est dissoute. Les autorités occupantes lancent le 9 octobre 1943 à Moscou, l'Union des écrivains de l’Estonie soviétique (Eesti Nõukogude Kirjanike Liit). Après 1958 elle est appelée l'Union des écrivains de la RSS d’Estonie (estonien : Eesti NSV Kirjanike Liit) et restera active jusqu’à la fin de l’URSS.
Durant l’occupation allemande de l’Estonie de 1941 à 1944, la première association (L’Union des écrivains estoniens) continue à fonctionner de façon officieuse.
En 1945, l'Union Internationale des écrivains estoniens (estonien : Välismaine Eesti Kirjanike Liit) est fondée à Stockholm par des écrivains estoniens en exil pour contrer l'Union des écrivains de l’Estonie soviétique.
La restauration de l’indépendance de l’Estonie permet le retour du droit d’expression et de la liberté de la presse en Estonie. En 1991, l’association est renommée Union des écrivains estoniens, et elle fusionnera en octobre 2000 avec l'Union Internationale des écrivains estoniens.
En 2012, l’association des écrivains estoniens a 299 membres. Son siège est dans la vieiIIe ville de Tallinn avec une antenne à Tartu. L’association possède aussi à Käsmu au bord de la mer Baltique, une villa d’été qui accueille des écrivains estoniens et étrangers.

## Présidents

### Union des écrivains estoniens
- 1922–1923 Friedebert Tuglas
- 1923–1924 Karl Rumor-Ast (en)
- 1924–1925 Eduard Hubel (en)
- 1925–1927 Friedebert Tuglas
- 1927–1929 Henrik Visnapuu
- 1929–1930 Friedebert Tuglas
- 1930–1936 Eduard Hubel (en)
- 1937–1939 Friedebert Tuglas
- 1939–1940 August Jakobson
- 1941–1943 Albert Kivikas
- 1943–1944 Gustav Suits

### Union Internationale des écrivains estoniens
- 1945–1982 August Mälk
- 1982–1999 Kalju Lepik
- 1999–2000 Enn Nõu (en)

### Union des écrivains de l'Estonie soviétique
- 1943–1944 Johannes Vares-Barbarus (en)
- 1944–1946 August Jakobson
- 1946–1950 John Semper (en)
- 1950–1954 August Jakobson
- 1954–1971 Juhan Smuul
- 1971–1976 Vladimir Beekman (en)
- 1976–1983 Paul Kuusberg (en)
- 1983–1991 Vladimir Beekman (en)

### Union des écrivains estoniens
- 1991–1995 Vladimir Beekman (en)
- 1995–2004 Mati Sirkel (de)
- 2004–2007 Jan Kaus
- 2007- Karl Martin Sinijärv